# Episparis signata
Episparis signata är en fjärilsart som beskrevs av Walker 1865. Episparis signata ingår i släktet Episparis och familjen nattflyn. Inga underarter finns listade i Catalogue of Life.